# Харбор (остров, Сиэтл)

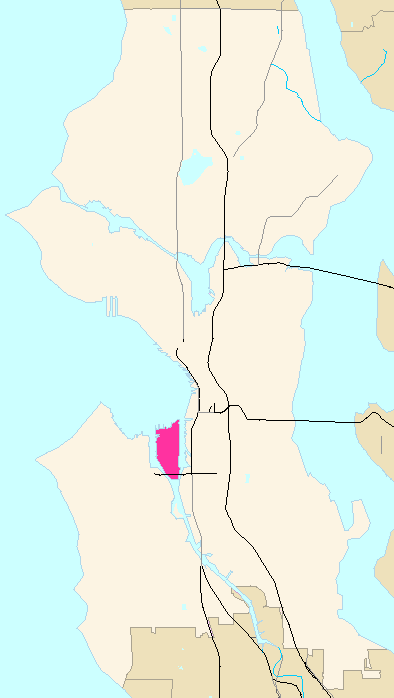
Местоположение острова Харбор на карте Сиэтла

О́стров Ха́рбор (англ. Harbor Island) — искусственный остров в устье реки Дувамиш, которая впадает в залив Эллиотт у города Сиэтл. Строительство острова было завершено в 1909 году компанией Puget Sound Bridge and Dredging Company, и на тот момент он был самым большим искусственным островом в мире площадью 350 акров (1,4 квадратных километров). Остров сейсмически нестабилен.
Харбор был намыт из 24 миллионов кубических ярдов (18 миллионов кубических метров) земли, вывезенной в ходе выравнивания улиц Джексон и Дирборн, а также со дна реки Дувамиш. Одним из первых промышленных предприятий, переехавших в 1911 году на остров, стала мукомольная фабрика Fisher Flouring Mills.
Остров Харбор потерял свой титул самого большого искусственного острова в мире в 1938 году после завершения намыва острова Трежер-Айленд в заливе Сан-Франциско, площадь которого составляет 395 акров (1,60 квадратных километров). Он вернул себе это звание в 1967 году, когда его площадь была намыта почти до 397 акров (1,61 км²), но после этого он был многократно превзойден по площади; с 2001 года остров Рокко в гавани Кобэ в Японии в более чем в 3,5 раза превосходит остров Харбор по размерам.
Корпорация Seattle-Tacoma Shipbuilding Corporation с 1941 по 1946 год строила на острове эскадренные миноносцы типов «Гливс», «Флетчер», «Самнер» и «Гиринг» для Военно-морских сил США. Позднее верфь на острове Харбор перешла компании Vigor Shipyards.